# Missel de Leofric
Le Missel de Leofric est un manuscrit enluminé composite dont les différentes parties ont été produites entre le IXe et le XIe siècle en Angleterre. En dépit du nom sous lequel il est couramment désigné, il ne s'agit pas à proprement parler d'un missel.

## Histoire

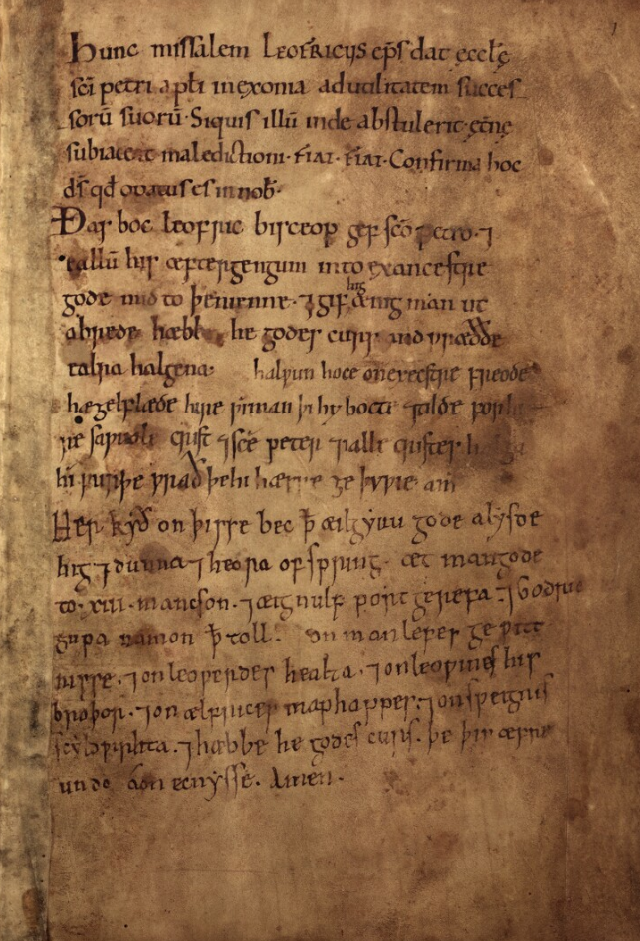
La première page du Missel de Leofric indique en latin et en vieil anglais que ce manuscrit est un don de l'évêque Leofric à la cathédrale d'Exeter.

La première page du manuscrit mentionne qu'il constitue un don de l'évêque d'Exeter Leofric (mort en 1072) à la cathédrale de son diocèse. Le doyen et le chapitre de la cathédrale d'Exeter l'offrent à la bibliothèque Bodléienne de l'université d'Oxford en 1602. Il y est conservé sous la cote Bodley 579.

## Composition
Le Missel de Leofric est traditionnellement divisé en trois parties, suivant la nomenclature établie par son premier éditeur moderne, F. E. Warren, en 1883.
La partie A, la plus ancienne et la plus longue des trois, est un sacramentaire produit à la fin du IXe siècle ou au début du Xe siècle. Warren estime qu'il a été produit en Lotharingie, peut-être à l'abbaye Saint-Vaast d'Arras ou à Cambrai, et que l'évêque Leofric a rapporté ce manuscrit avec lui lorsqu'il est rentré en Angleterre avec Édouard le Confesseur en 1041. Cette hypothèse est remise en question par les chercheurs ultérieurs. Dans sa propre édition du Missel parue en 2002, Nicholas Orchard s'appuie sur des indices d'ordre liturgique pour affirmer que cette partie du manuscrit a dû être rédigée en Angleterre par des scribes formés en Europe continentale, peut-être pour le compte de l'archevêque de Cantorbéry Plegmund,.
La partie B se compose d'une série d'ajouts effectués au sein de la partie A, soit dans les espaces vierges des pages déjà présentes, soit sur des pages ou des cahiers insérés dans le manuscrit. Ces ajouts comprennent des textes d'ordre chronologique (calendrier, calculs de la date de Pâques…) et liturgique. Le contenu du calendrier suggère que ces ajouts ont été réalisés entre 969 et 979 à l'abbaye de Glastonbury, mais Orchard estime qu'ils auraient pu l'être à Cantorbéry sous l'influence de l'archevêque Dunstan de Cantorbéry, précédemment abbé de Glastonbury,.
Enfin, la partie C se compose d'ajouts apportés au manuscrit de la même manière que ceux de la partie B. Ils datent du XIe siècle, après l'acquisition du manuscrit par l'évêque Leofric. Elle comprend des textes d'ordre liturgique et d'autres directement liés à Leofric, comme des manumissions ou une liste de reliques conservées à Exeter.